# Ahrenviöl
Ahrenviöl (Arenfjolde en danois, Årnfjål en frison septentrional) est une commune allemande de l'arrondissement de Frise-du-Nord, dans le Land de Schleswig-Holstein.

## Histoire
La commune d'Ahrenviöl est mentionnée pour la première fois dans un document officiel en 1352 sous le nom de Villa Arenfjold.